# Vol Scandinavian Airlines 751
Le 27 décembre 1991, le McDonnell Douglas MD-81 effectuant le vol Scandinavian Airlines 751, un vol international régulier reliant Stockholm, en Suède, à Barcelone en Espagne, avec plusieurs escales prévues à Copenhague, au Danemark, Varsovie, en Pologne, et encore Copenhague, a dû effectuer un atterrissage d'urgence dans un champ à proximité de Gottröra, peu après son décollage de l'aéroport de Stockholm-Arlanda, après un vol plané imposé par une défaillance simultanée des deux moteurs en vol. 
L'accident n'a fait aucune victime parmi les 129 passagers et membres d'équipage à bord de l'avion, d'où son surnom suédois de Miraklet i Gottröra (Miracle à Gottröra).
L'enquête qui a suivi a révélé que de la glace s'étant accumulée sur l'emplanture des ailes (près du fuselage), avant le décollage, s'est détachée et a été ingérée par les moteurs alors que l'avion prenait de la vitesse au décollage, ce qui a finalement mis hors service les deux moteurs.

## Avion et équipage
L'appareil impliqué est un McDonnell Douglas MD-81, immatriculé OY-KHO (numéro de série 53003/1844). Il a effectué son premier vol le 16 mars 1991, et a été livré peu après à Scandinavian Airlines System (SAS) le 10 avril 1991. Cet avion de ligne court/moyen-courrier, équipé de deux turboréacteurs à double flux Pratt & Whitney JT8D-217C, n'était en service que depuis neuf mois au sein de la compagnie aérienne et cumulait environ 1 608 heures de vol et 1 272 cycles (décollage/atterrissage) au moment de l'accident.
L'équipage du vol 751 se compose du commandant de bord danois Stefan G. Rasmussen (44 ans) et du copilote suédois Ulf Cedermark (34 ans), tous deux pilotes expérimentés chez SAS, avec respectivement 8 000 et 3 000 heures de vol. 

## Déroulement des faits

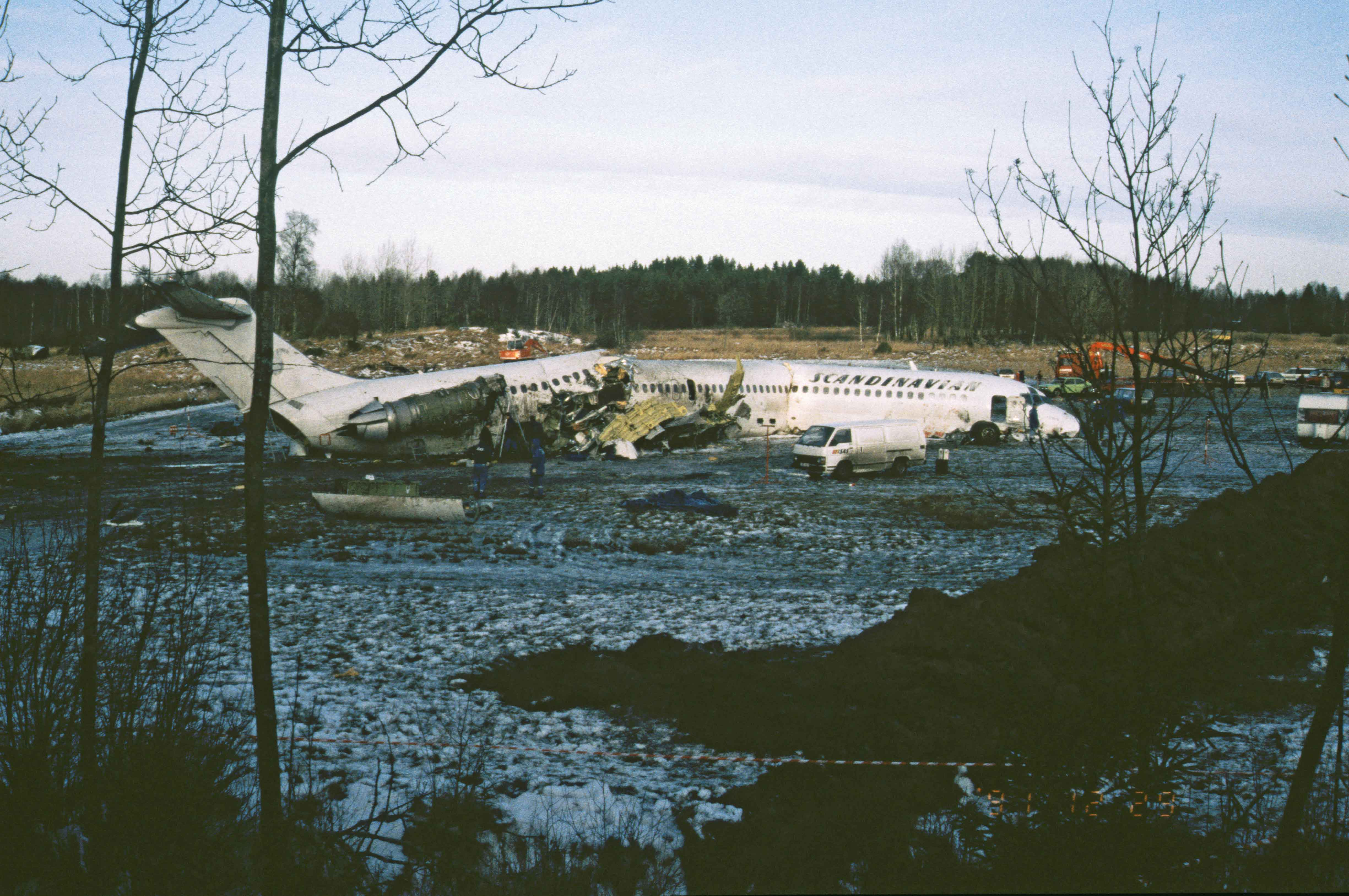
L'épave de l'avion, peu de temps après l'atterrissage d'urgence du vol 751.

L'avion est arrivé à l'aéroport de Stockholm-Arlanda à 22h09, heure locale, après un vol en provenance de Zurich la veille au soir, et a stationné pendant la nuit, alors que la température extérieure était comprise entre 0 à 1 °C. Environ 2 550 kilogrammes de carburant très froid et refroidi en vol sont restés dans les réservoirs des ailes pendant la nuit. Pour cette raison, une couche de glace s’est formée sur le dessus des ailes, mais n’a pas été détectée. L'avion a ensuite été dégivré avec 850 litres de liquide de dégivrage, mais ni le personnel responsable du dégivrage au sol, ni le pilote en fonction (le commandant Rasmussen) n'a vérifié par la suite la présence de glace restante sur les ailes, contrairement à ce qui était exigé par le bulletin de service remis aux pilotes de Scandinavian Airlines.
Le vol 751 décolle de Stockholm à 08 h 47. Peu de temps après le décollage, des morceaux de glace se sont détachés et ont été ingérés par les deux réacteurs, déformant suffisamment les pales de la soufflante pour perturber le flux d'air vers le compresseur. La perturbation du flux d'air dans le moteur a provoqué un décrochage de compresseur sur les deux réacteurs. Comme leur puissance n’étaient pas suffisamment réduite à ce moment-là, les charges élevées dues au pompage répété des réacteurs ont rapidement conduit à leur destruction en vol.
Du point de vue des pilotes, après 25 secondes de vol, des bruits et vibrations provoqués par le pompage du moteur n°2 (celui à droite) ont été remarqués. L'équipage a alors réagi en réduisant légèrement les gaz, mais un dispositif automatique de restitution de poussée (Automatic Thrust Restoration, ou ATR), dont l'équipage n'a pas été averti de son existence par SAS, a simultanément augmenté les gaz jusqu'à la pleine puissance, en réponse à la poussée asymétrique des deux moteurs, et réduit le taux de montée de l'appareil. En conséquence, les bruits et vibrations des moteur se sont poursuivis et amplifiés. 

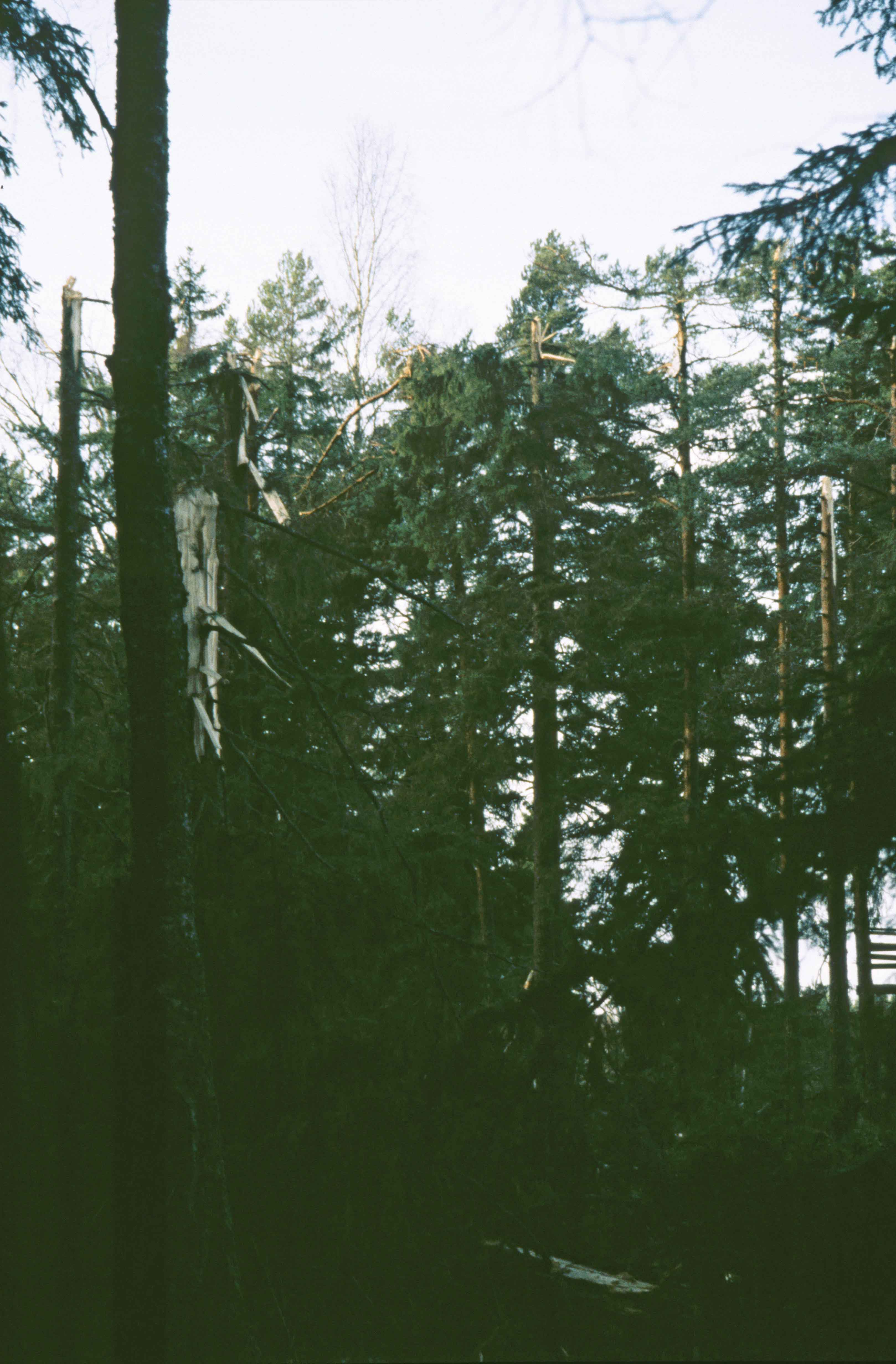
Photo montrant les dégâts qu'a laissés le MD-81 à travers la cime des arbres.

Le commandant Per Holmberg, également pilote chez SAS, qui était à bord en tant que passager, a remarqué les problèmes très tôt, s'est précipité vers le cockpit et a fourni une aide inestimable à l'équipage. Le moteur n°1 a ensuite perdu rapidement de la puissance 39 secondes plus tard et les deux moteurs sont tombés en panne respectivement 76 et 78 secondes après le début du vol, à une altitude de 3 220 pieds (980 m).
Le commandant de bord a réagi à la panne des deux moteurs en faisant piquer l'avion avant de le mettre en palier, pour essayer de le faire planer sur la plus longue distance possible afin de reprendre de la vitesse en évitant le décrochage. 
Les pilotes ont demandé un retour à Arlanda et ont tenté la procédure de redémarrage, mais, alors que l'avion émergeait de la couverture nuageuse à une altitude de 890 pieds (270 m), ils ont choisi une clairière au milieu de la forêt, près de Gottröra, pour un atterrissage d'urgence.
Lors de la descente finale, l'avion a heurté la cime de plusieurs arbres, perdant une grande partie de son aile droite. Il a heurté le sol, avec la queue en premier, puis l'appareil a glissé sur 110 m, au cours desquels le train d'atterrissage principal a creusé des sillons dans le sol avant de s'arracher du fuselage, qui s'est brisé en trois parties avant de s'arrêter. 
À la suite de l'accident, 92 personnes ont été blessées, dont 8 grièvement, mais il n'y a eu aucun décès parmi les 129 passagers et membres d'équipage à bord, sans doute parce que l'équipage avait demandé aux passagers d'adopter la position de sécurité. L'avion a été considéré comme irréparable et a été retiré du service.
Les membres de l'équipage du vol 751, et en particulier le commandant Rasmussen, ont été félicités pour l'atterrissage d'urgence, effectué dans une situation potentiellement mortelle qui évoluait rapidement.

## Enquête

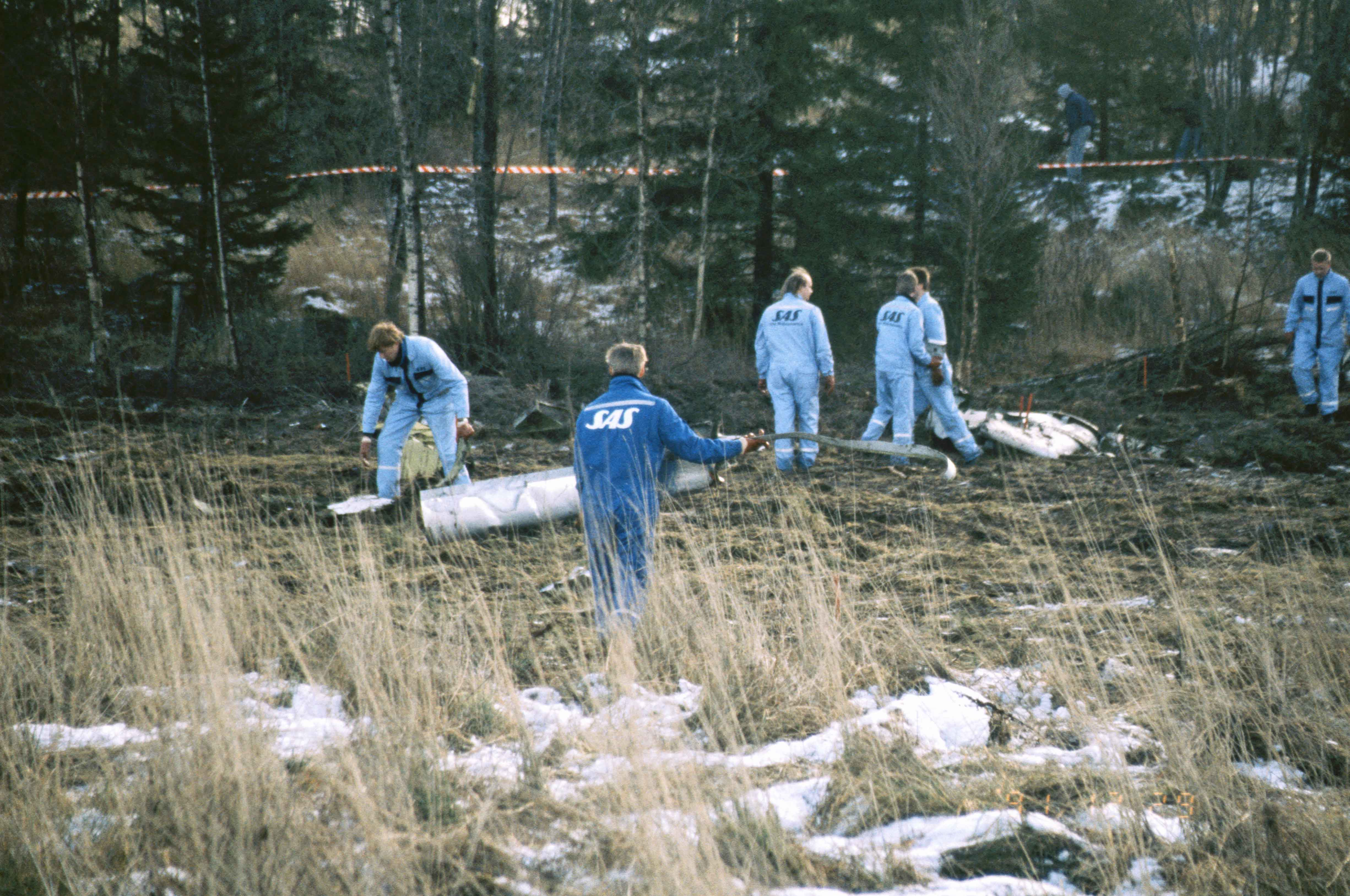
Des enquêteurs et membres de l'équipe technique de SAS, participant à l'enquête, sur le site de l'accident.

L'enquête menée par le Statens haverikommission (SHK) a conclue que l'accident du vol 751 a été causé par les procédures de vérification de SAS pour le dégivrage, qui n'étaient pas adéquates pour garantir que la glace soit retirée des ailes de l'avion avant le décollage ; l'avion a donc décollé avec de la glace sur les ailes. Lors du décollage, elle s'est détachée et a été ingérée par les moteurs. La glace a par la suite endommagé les pales de la soufflante des moteurs, ce qui a provoqué un phénomène de pompage qui a fini par détruire les moteurs.
Le rapport officiel indique également, comme facteur contributif à l'accident, la formation insuffisante de l'équipage, qui n'était pas formé pour identifier et rétablir le fonctionnement des moteurs après le pompage, ainsi que le fait que les pilotes n'étaient pas informés de l'existence du système de restitution automatique de poussée (ATR), en raison du fait qu'SAS n'avait aucune connaissance de l'existence de ce système à bord de ses avions.
Ce nouveau système ATR a empêché les pilotes d'appliquer avec succès la mesure corrective normale pour arrêter le pompage, c'est-à -dire réduire la puissance des moteurs, car le système ATR, conçu pour empêcher les pilotes d'utiliser une poussée inférieure à la normale lors de la montée, pour des raisons de réduction du bruit après le décollage, a rétabli la puissance des moteurs à leur maximum, contrairement aux commandes de réduction des gaz effectuées par les pilotes. Cela a aggravé le pompage, endommageant les moteurs jusqu'à ce qu'ils finissent par rapidement tomber en panne, supprimant toute possibilité de redémarrage qui aurait pu éviter le crash.
Néanmoins, le système ATR était décrit dans les manuels du constructeur de l'avion, McDonnell Douglas, que tout exploitant est tenu de connaître. Même s'il a été développé pour être utilisé dans des procédures non appliquées par SAS, une étude suffisamment attentive des manuels aurait dû amener la compagnie aérienne à prendre connaissance de la présence de ce système et à former ses pilotes à son fonctionnement.

## Médias
L'accident a fait l'objet d'un épisode dans la série documentaire télévisée Air Crash, nommée « Piège glacé » (saison 10 - épisode 3).